# 齋藤紘良
齋藤 紘良（さいとう こうりょう、1980年10月11日 - ）は、東京都出身の日本の保育者・僧侶・音楽家・随筆家。教育者の家系で育ち、幼い頃から国内外の様々な文化に触れて育つ。音楽を独学で学び、パフォーマンス活動や楽曲制作等を行なっている。社会福祉法人東香会理事長、チルドレンズミュージックバンドCOINN、齋藤紘良&ミラージュ楽団などで活動している。著書に「すべて、こども中心。」、発刊に「季刊誌BALLAD」などがある。

## 人物
新潟と秋田の家系の両親の元に生まれる。実家が禅寺簗田寺であり自身も禅宗僧侶の資格を取得している。
父親が寺院境内にて様々な民族音楽家や文化人を呼んで催しを行なっていたため、シタール、アイリッシュ、和太鼓などの民族音楽が音楽の原体験となった。
小学低学年よりピアノを習うが、ラジオから流れてきたモーリス・ラヴェルの「ボレロ」に魅了され、同じフレーズを繰り返す音楽を図書館に探しに通い詰める。小学高学年になるとニューヨークに住んでいた兄の影響でYMOと出会い、細野晴臣の音楽にのめり込んでいく。高校生になると、ノートパソコンでデスクトップミュージックをはじめ、テクノを制作するが当時は公開もせず自宅でひたすら打ち込むだけであった。